# Blood Tide
Blood Tide is een film uit 1982, met in de hoofdrol James Earl Jones. De film bevindt zich in het publiek domein. De film gaat over een schatjager die met zijn vrouw op zoek gaat naar zijn verdwenen zus op een vreemd en mysterieus Grieks eiland.

## Rolverdeling
| Acteur              | Personage      |
| ------------------- | -------------- |
| James Earl Jones    | Frye           |
| José Ferrer         | Nereus         |
| Lila Kedrova        | Anna           |
| Mary Louise Weller  | Sherry Grice   |
| Martin Kove         | Neil Grice     |
| Lydia Cornell       | Barbara        |
| Deborah Shelton     | Madeline Grice |
| Sofia Seirli        | Elena          |
| Despina Tomazani    | Lethe's moeder |
| Rania Photiou       | Lethe          |
| Spyros Papafrantzis | Dionysis       |
| Irini Tripkou       |                |
| Annabel Schofield   | Vikki          |